# Pachynematus punctifrons
Pachynematus punctifrons är en stekelart som beskrevs av René Malaise 1921. Pachynematus punctifrons ingår i släktet Pachynematus, och familjen bladsteklar. Arten är reproducerande i Sverige.